# Talara (província)
Talara é uma província do Peru localizada na região de Piura. Sua capital é a cidade de Talara.

## Distritos da província
- El Alto
- La Brea
- Lobitos
- Los Organos
- Máncora
- Pariñas